# Santa Cristina (Mesão Frio)
Santa Cristina (llamada oficialmente Mesão Frio (Santa Cristina)) era una freguesia portuguesa del municipio de Mesão Frio, distrito de Vila Real.

## Historia
Fue suprimida el 28 de enero de 2013, en aplicación de una resolución de la Asamblea de la República portuguesa promulgada el 16 de enero de 2013 al unirse con las freguesias de São Nicolau y Vila Jusã, formando la nueva freguesia de Mesão Frio (Santo André).